# Конусное устройство

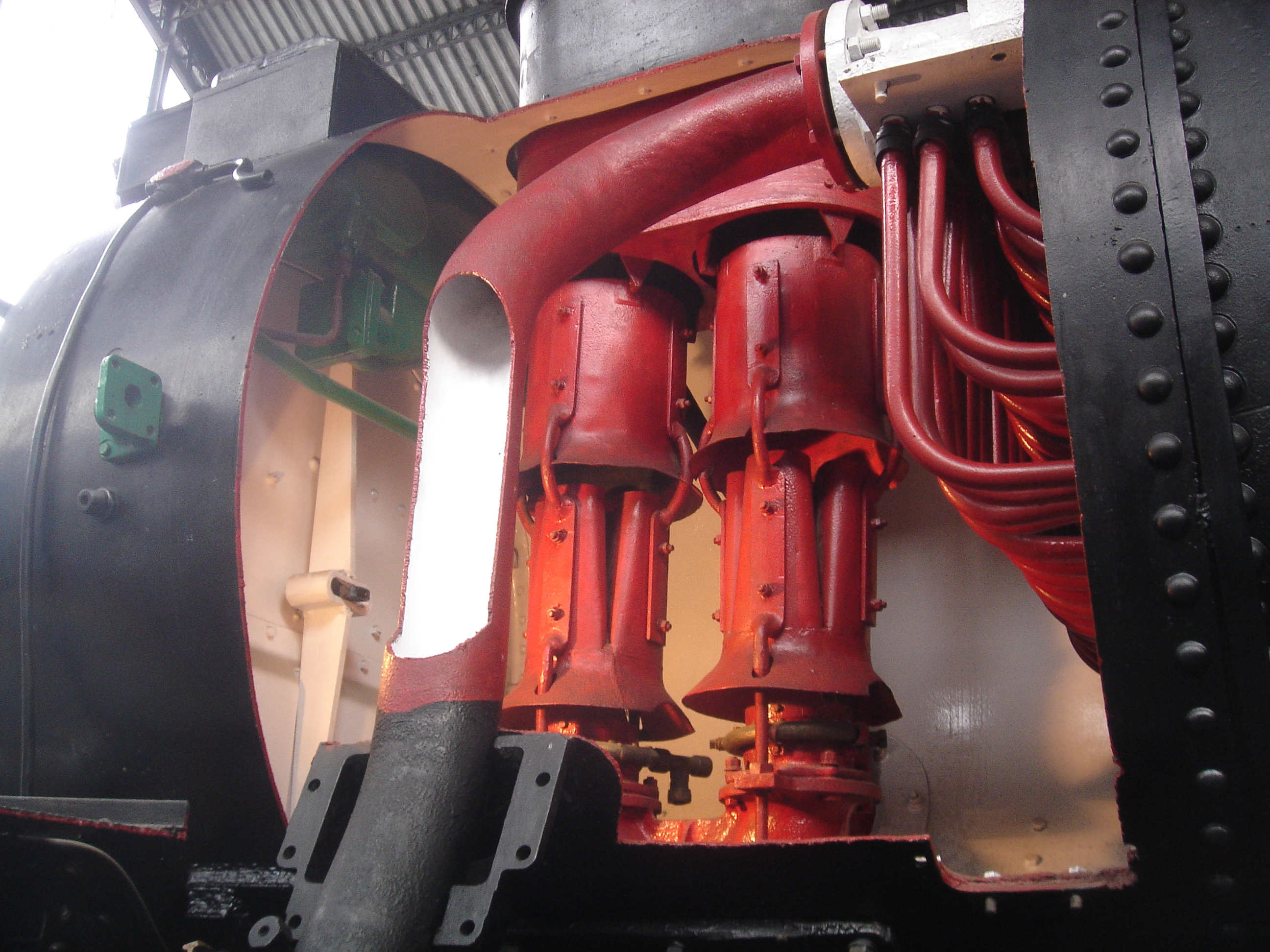
Двойной четырёхдырный конус постоянного сечения с раздельным выпуском. Паровоз RENFE 141 F

Схема работы конусного устройства. Конусное устройство (а) выбрасывет пар под давлением в дымовую коробку (b), подсасывая топочные газы из дымогарных труб (с) и создавая тягу в дымовой трубе (d)

Ко́нусное устро́йство (ко́нус) — устройство, находящееся в дымовой коробке паровоза. Предназначено для создания и регулировки тяги в топке паровоза. Работает по принципу эжектора.
Конусное устройство выбрасывает отработанный («мятый») пар из цилиндров паровой машины в дымовую коробку, подсасывая топочные газы из дымогарных труб и создавая высокую тягу в относительно короткой дымовой трубе паровоза. Выходящий под давлением на высокой скорости пар подсасывает газы из топки. Само конусное устройство представляет собой сужающееся сопло, из которого истекает мятый пар. Изменение энтальпии при адиабатном истечении из сопла равно изменению кинетической энергии потока.
Конус обычно изготавливается из чугуна и устанавливается на фланец выхлопных каналов цилиндров. Выходное сечение отверстия конуса регулируется из кабины машиниста с помощью специального привода, что позволяет изменять количество пара, создающего тягу в дымовой трубе, то есть управлять скоростью сгорания топлива и образования в котле свежего пара.
По форме сечения отверстие конуса может быть круглым или другой формы, например, звездообразным, квадратным и так далее. В мощных паровозах конусы имеют несколько выхлопных отверстий для уменьшения сопротивления, а также разделения выхлопов от разных цилиндров. Такие меры позволяют поднять мощность паровоза.

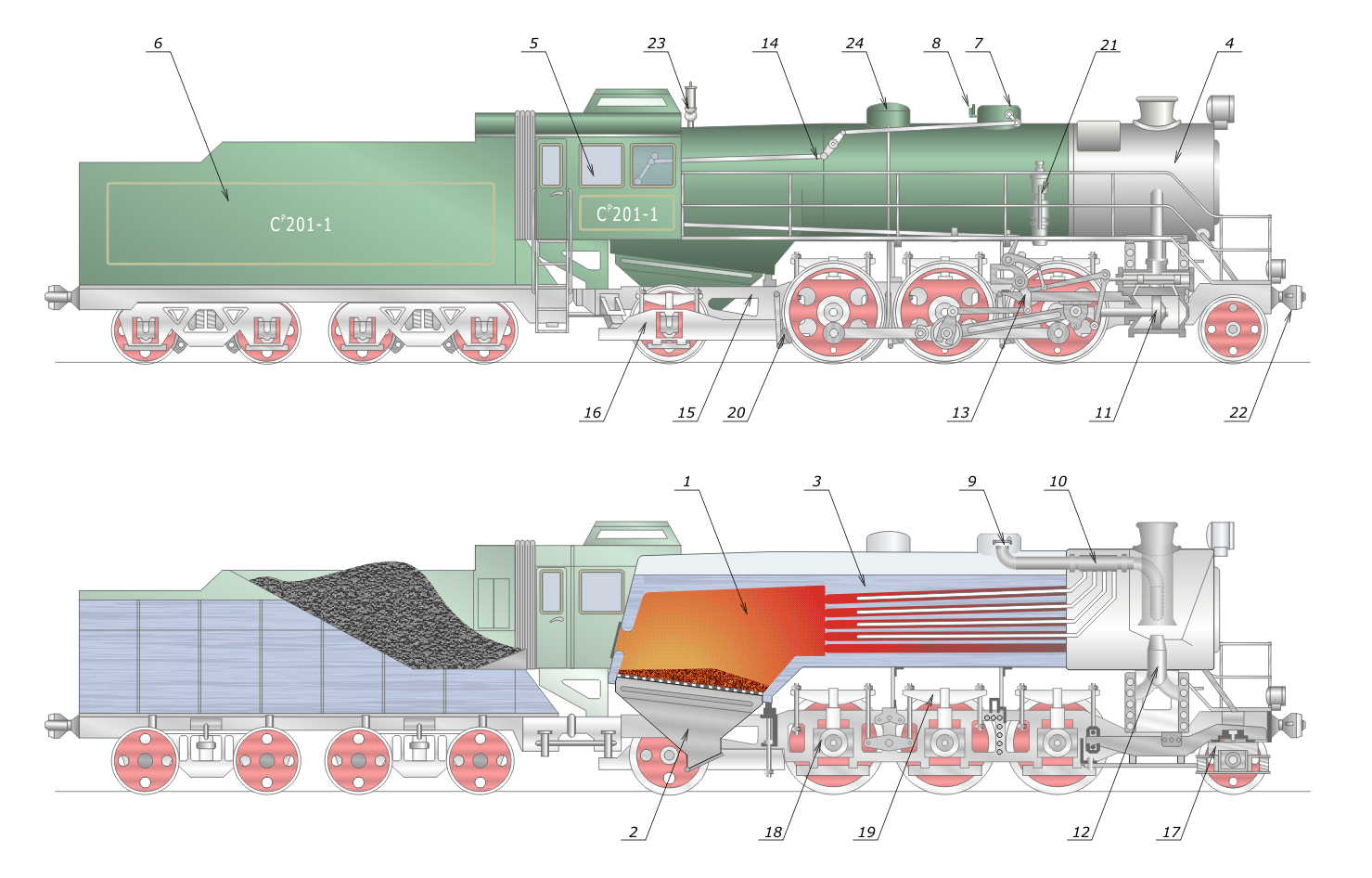
Конусное устройство (12) на схеме паровоза

Именно конусное устройство создает характерный «пыхтящий» звук работающего паровоза. Паровозы с дымовытяжным турбовентилятором (как правило, это конденсационные паровозы) не пыхтят.